# Schlager für Fortgeschrittene
Schlager für Fortgeschrittene war der Titel einer didaktischen Musikrevue, die bis 1996 auf Ö3 und zuletzt freitags um 22.00 Uhr auf Ö1 sowie im Süddeutschen Rundfunk (SDR) ausgestrahlt wurde. Begonnen hatte die Sendereihe aber bereits vor der Rundfunkreform 1967; damals wurde die Sendung (mittwochs?) von 22:15 bis 23:00 Uhr am 2. österreichischen Rundfunkprogramm, dem späteren Ö 1, ausgestrahlt.
Die Signation (Jingle), der Schübler-Choral Wachet auf, ruft uns die Stimme von Johann Sebastian Bach (BWV 645), gesungen von den Swingle Singers, war programmatisch. Der Moderator Gerhard Bronner gestaltete thematische Sendungen, in denen die unterschiedlichsten Stilrichtungen zu hören waren: A-cappella-Musik, Leroy Anderson, P.D.Q. Bach, Franz Xaver Frenzel, aber nur selten Schlager.
Aufgrund der durch intensive Beschäftigung mit der US-Musicalszene und anderen Quellen wie französischen Chansons fundierten, sicher aber auch eigenwilligen Auffassung Bronners, was gute Popmusik seiner Meinung nach ausmachen sollte (siehe auch Weblink), war unter dem kritischen Hörfunkpublikum die Verballhornung der Sendungstitels „Schläge für Fortschrittliche“ allgemein verbreitet.

## Weblink
- Bronner, Kehlmann und der Ruf der Arroganz - Martin Blumenau über Schlager für Fortgeschrittene